# Notarztwagen
Der Notarztwagen (NAW) ist ein Fahrzeug des Rettungsdienstes. Er dient der präklinischen Versorgung von Notfallpatienten, die ärztlicher Hilfeleistung bedürfen, sowie deren Transport in ein Krankenhaus. Er ist nicht zu verwechseln mit dem oft eingesetzten Notarzteinsatzfahrzeug (NEF).

## Definition und Einsatzweise
Der Notarztwagen ist ein spezielles Rettungsfahrzeug, das als Zubringer des Arztes dient und bei Bedarf auch den Patiententransport ins Krankenhaus übernehmen kann. Er ist oft an Krankenhäusern stationiert, die auch den Notarzt stellen. Diese Einsatzweise bezeichnet man als Kompaktsystem. Daneben wird formalrechtlich auch jeder normale Rettungswagen (RTW) zum Notarztwagen, sobald ein Arzt mit der Zusatzbezeichnung Notfallmedizin im Rahmen des Rendezvous-Systems zusteigt und den Patiententransport (meistens Primäreinsätze, in seltenen Fällen auch Sekundäreinsätze) begleitet. Das im letzteren Fall oft benutzte Notarzteinsatzfahrzeug (NEF) dient insoweit nur als Zubringerfahrzeug mit Zusatzausrüstung und ist strikt vom NAW zu unterscheiden. Notarztwagen und Rettungswagen genügen in jedem Fall der Norm DIN EN 1789 Typ C, Notarzteinsatzfahrzeuge nicht.
In manchen Fällen ist es nach der erfolgreichen notärztlichen Versorgung nicht erforderlich, dass der Notarzt den Patienten auch während des Transports ins Krankenhaus begleitet. Dann kann das NAW-Team den Patienten an eine RTW-Besatzung übergeben und sich wieder einsatzbereit melden.
Der Vorteil des Kompaktsystems liegt darin, dass jeweils eingespielte Teams aus Notarzt und Notfallsanitäter bzw. Rettungssanitäter existieren. Beim Rendezvous-System trifft der Notarzt hingegen immer auf verschiedene RTW-Besatzungen. Außerdem sind die NAW-Fahrzeuge meist etwas größer und umfangreicher ausgestattet. Bei geringer Auslastung des Notarztes können auf diese Weise die Kosten eines zusätzlichen Fahrers für das NEF eingespart werden, weshalb in einigen ländlichen Regionen Rettungswagen nachts auch mit einem Arzt besetzt als NAW fahren.
Der Nachteil des Kompaktsystems ist vor allem der bei entsprechender Einsatzfrequenz höhere Kostenfaktor, da ein NAW immer mit Notarzt plus Notfallsanitäter und einer weiteren Person (Notfallsanitäter bzw. Rettungsassistent oder Rettungssanitäter) besetzt ist. Außerdem sind die großen NAW-Fahrzeuge deutlich langsamer als kleinere NEF-Fahrzeuge. Dies ist vor allem ein entscheidender Nachteil in ländlichen Gebieten mit längeren Anfahrtswegen, daher werden NAW insbesondere in Ballungsräumen oder Großstädten eingesetzt.
Aufgrund der höheren Kosten wurde das Kompaktsystem in Deutschland und Österreich vielerorts durch das Rendezvous-System ersetzt. So wurden etwa in Berlin zwischen ca. 2002 und 2008 alle NAW durch NEF abgelöst.

## Ausstattung
Die Mindestausstattung ist europaweit durch die Norm DIN EN 1789 Typ C geregelt (vgl. Ausrüstung eines Rettungswagens).
Im Unterschied zum Rettungswagen hat der Notarztwagen meist weitere Medikamente (z. B. Betäubungsmittel, Antidote) und zusätzliche Ausstattung (etwa Spritzenpumpe oder Kapnometrie) an Bord, die der Notarzt einsetzt.

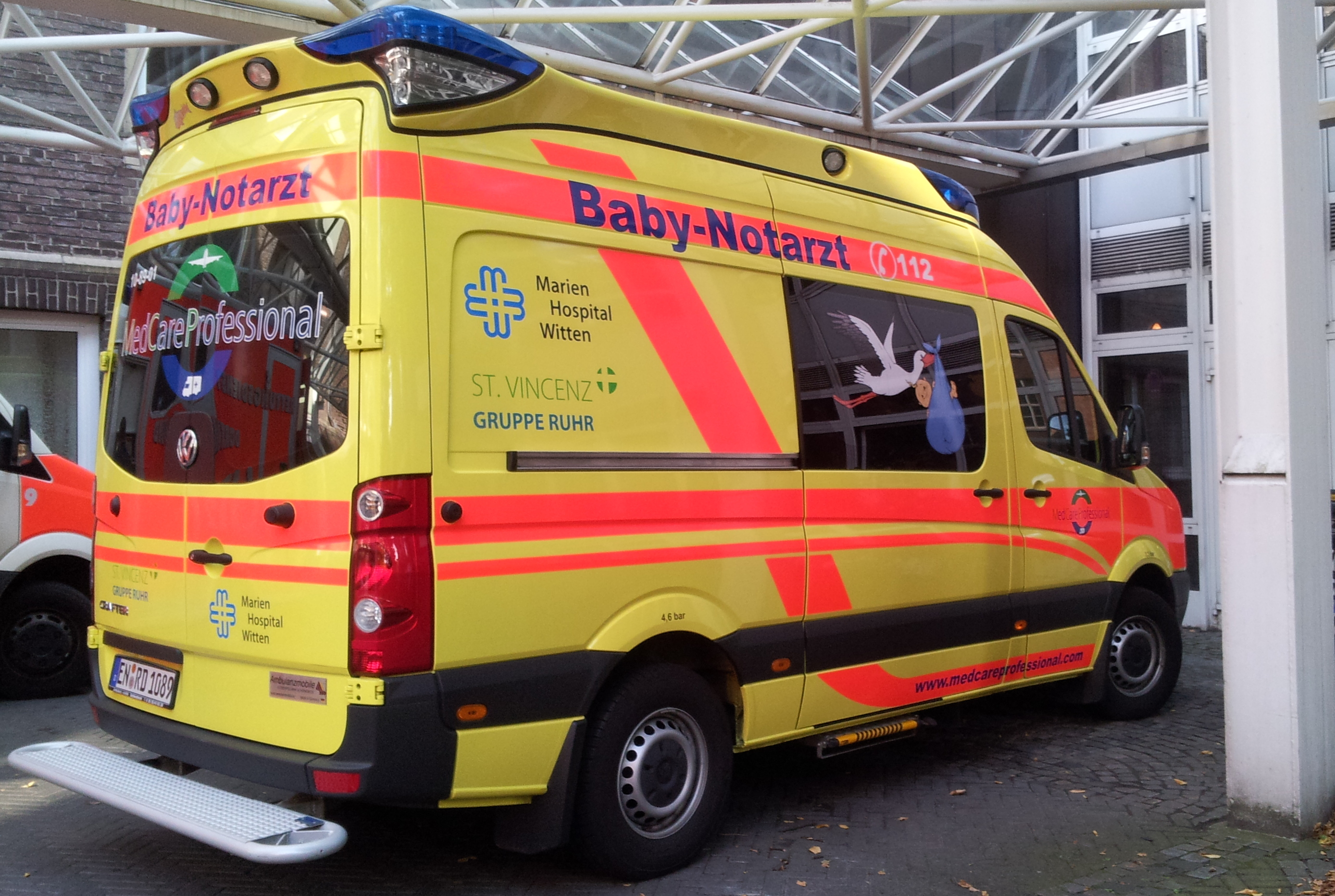
Baby-Notarztwagen

Darüber hinaus existieren Baby-Notarztwagen, deren Ausstattung speziell für den Transport von Neugeborenen und Säuglingen ausgelegt ist. So findet sich in ihnen beispielsweise ein Transportinkubator.

## Deutschland

### Personal
Die Besatzung des NAW besteht aus einem Notarzt, einem Notfallsanitäter oder Rettungsassistenten und einem Fahrer, dessen Qualifikation jedes Bundesland anders festgelegt hat. Häufig handelt es sich ebenfalls um einen Rettungsassistenten oder Notfallsanitäter, so dass sich die beiden nichtärztlichen Besatzungsmitglieder während des Einsatzes in ihren Funktionen ergänzen oder abwechseln können.

### Geschichte

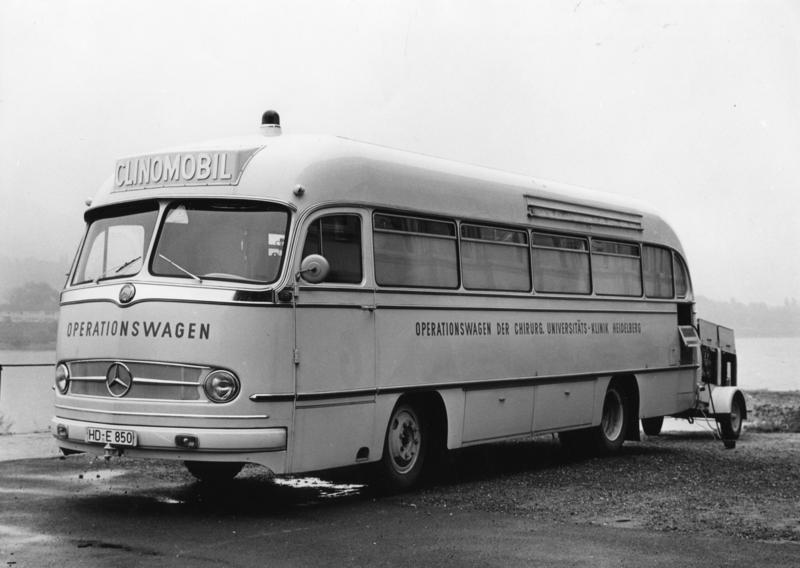
Clinomobil, mobiler Operationswagen der Chirurgischen Universitätsklinik Heidelberg, 1957

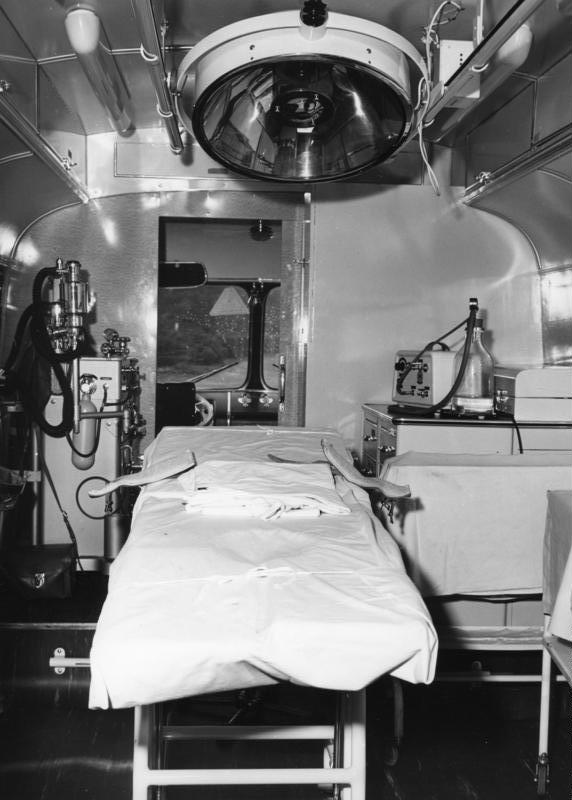
Innenausstattung des Operationswagens

In der Zeit der sogenannten Spiegelrettung (ohne Patientenbetreuung, nur ein Fahrer auf dem Fahrzeug, der den Patienten im Rückspiegel überwacht) in den 1950er Jahren setzte sich teilweise die Erkenntnis durch, dass Notfallpatienten schon vor Ort wenigstens von einem gut ausgebildeten Rettungssanitäter, wenn nicht sogar einem Arzt behandelt werden sollten, anstatt dass der Rettungsdienst nur als Liegendtaxi fungierte.
Im Februar 1957 wurde daher an der Universität Heidelberg ein Experiment gestartet, in dem ein zu einem fahrbaren Operationssaal umgebauter Reisebus (das Clinomobil) mit ärztlicher Besetzung zu Notfällen anfuhr. Die Größe des Fahrzeuges erwies sich jedoch nicht als praktikabel. Im selben Jahr ging in Köln der erste westdeutsche Notarztwagen in die Testphase. Aufgrund der – im Vergleich zum Heidelberger Modell – geringeren Größe des Fahrzeuges erwies sich dieses Konzept als erfolgreicher, sodass der Kölner NAW am 3. Juni 1957 permanent in Dienst ging.
Mitte der 1960er Jahre wurde in Mainz ein Notarztwagen etabliert, 1975 etwa ein solcher in Reutlingen, zuvor auch erstmals in West-Berlin.
Auf dem Gebiet der DDR wurde die Notfallrettung ebenfalls vorangetrieben. An der damaligen Medizinischen Akademie Magdeburg wurde auf Bestreben von Werner Lembcke am 21. Januar 1960 ein NAW in Dienst gestellt. Dieser war mit Anästhesisten der Akademie besetzt und trieb den Fortschritt der Notfallrettung voran. So fuhren auf dem Gebiet der DDR im Jahre 1967 bereits 46 Notarztwagen. Mit der Einführung des abgestuften Systems der Schnellen Medizinischen Hilfe im Jahre 1976 wurde dann schrittweise auf eine dem heutigen Rendezvous-System entsprechende Einsatztaktik umgestellt.

## Österreich

### Personal
In Österreich sind NAWs in der Regel mit einem Notarzt, mindestens einem Notfallsanitäter (NFS) und einem weiteren Sanitäter besetzt. Viele der am NAW eingesetzten NFS haben die zusätzliche Notfallkompetenz NKA, NKV oder NKI. Ein dritter Sanitäter oder Auszubildender kann den vierten Platz am NAW besetzen. In Wien wird der vierte Platz oft durch Zivildiener oder Freiwillige besetzt, welche als Rettungssanitäter ausgebildet sind. Viele der hauptberuflichen Fahrer des NAWs sind mittlerweile ebenfalls NFS.

### Geschichte
Im Jahr 1881 wurde die Berufsrettung Wien nach dem Brand im Wiener Ringtheater gegründet. Seit Beginn des organisierten Wiener Rettungswesens wurden Ärzte im Rettungsdienst eingesetzt, während in allen anderen Bundesländern eine ärztliche Beteiligung allerdings nicht festgeschrieben oder organisiert war. Am 1. Februar 1974 wurde der erste Notarztwagen in Linz, gemeinsam von Rotem Kreuz und der Stadt Linz stationiert. In den 1980er Jahren wurden die meisten Notarztstützpunkte in Österreich gegründet. Die seit 1987 verpflichtende Aus- und Fortbildung für Notärzte und das Berufsbild Rettungssanitäter/Notfallsanitäter bilden die Grundlage für ein qualifiziertes Notarztwesen in Österreich.